# Ловро Зовко
Ловро Зовко (нар. 18 березня 1981) — колишній хорватський тенісист.
Найвищу одиночну позицію світового рейтингу — 151 місце досяг 27 січня 2003, парну — 45 місце — 6 жовтня 2008 року.
Найвищим досягненням на турнірах Великого шолома було 3 коло в парному розряді.
Завершив кар'єру 2015 року.

## Фінали турнірів ATP за кар'єру

### Парний розряд: 5 (0–5)
| Легенда (до/після 2009)                                         |
| Турніри Великого шлему (0–0)                                    |
| Tennis Masters Cup / Фінали Світового Туру ATP (0–0)            |
| Серія Мастерс ATP / Серія Мастерс 1000 Світового Туру ATP (0–0) |
| Серія ATP Інтернешнл Ґолд / Серія 500 Світового Туру ATP (0–0)  |
| Серія ATP Інтернешнл / Серія 250 Світового Туру ATP (0–5)       |

| Титули за покриттям |
| Тверде (0–2)        |
| Ґрунт (0–3)         |
| Трава (0–0)         |
| Килим (0–0)         |

| Результат | Ранг | Дата     | Турнір                                          | Покриття | Партнер        | Суперник                           | Рахунок          |
| --------- | ---- | -------- | ----------------------------------------------- | -------- | -------------- | ---------------------------------- | ---------------- |
| Поразка   | 1.   | Лип 2000 | Відкритий чемпіонат Хорватії з тенісу, Хорватія | Ґрунт    | Іван Любичич   | Альберт Портас Алекс Лопес Морон   | 1–6, 6–7(2)      |
| Поразка   | 2.   | Лип 2001 | Відкритий чемпіонат Хорватії з тенісу, Хорватія | Ґрунт    | Іван Любичич   | Серхіо Ройтман Андрес Шнейтер      | 2–6, 5–7         |
| Поразка   | 3.   | Жов 2007 | Москва, Росія                                   | Тверде   | Томаш Цибулець | Марат Сафін Дмитро Турсунов        | 4–6, 2–6         |
| Поразка   | 4.   | Жов 2007 | Ліон, Франція                                   | Тверде   | Лукаш Кубот    | Себастьян Грожан Жо-Вілфрід Тсонга | 4–6, 3–6         |
| Поразка   | 5.   | Лип 2011 | Відкритий чемпіонат Хорватії з тенісу, Хорватія | Ґрунт    | Марин Чилич    | Сімоне Болеллі Фабіо Фоніні        | 3–6, 7–5, [7–10] |